# Standing in the Shadows of Motown
Standing in the Shadows of Motown (deutsch Im Schatten von Motown stehend) ist ein im Jahr 2002 erschienener US-amerikanischer Dokumentarfilm. Er behandelt die Geschichte einer Gruppe von Studiomusikern namens The Funk Brothers, die von den späten 1950er-Jahren bis Anfang der 1970er-Jahre als Studioband für Motown, ein Detroiter Soul-Plattenlabel, arbeiteten. Obwohl die Musiker als Begleitband vieler berühmter Soul-Künstler etliche Hits einspielten, waren sie selbst zuvor lange Zeit weitgehend unbekannt geblieben.
Im Fernsehen lief er auch unter dem Titel Hitfabrik Motown.

## Inhalt und Entstehung des Films
Als Vorlage für den Film Standing in the Shadows of Motown diente das gleichnamige Buch von „Dr. Licks“ (ein Pseudonym des Autors Allan Slutsky), das 1989 den US-Buchpreis Rolling Stone/Ralph J. Gleason Music Book Award gewonnen hatte. Der Titel von Buch und Film ist eine Anspielung auf den Song Standing in the Shadows of Love, der zuvor unter anderem von den Soul-Künstlern The Four Tops und The Jackson Five für das Motown-Label aufgenommen worden war.
An Originalschauplätzen in Detroit (der „Motor Town“ der USA) gedreht, zeigt der knapp zweistündige Film auch Fotos und Filmaufnahmen der bereits früher verstorbenen Musiker von The Funk Brothers sowie Ausschnitte aus einem Konzert der Gruppe mit Sängern und Sängerinnen wie Chaka Khan, Ben Harper, Bootsy Collins, Montell Jordan, Joan Osborne oder Gerald Levert. Bei diesem Live-Auftritt wurden alle großen Motown-Hits, an denen Mitglieder der Studioband mitgewirkt hatten, nochmals von ihnen gespielt. Außerdem dokumentiert der Film, was die einzelnen Musiker zu welchem Lied beisteuerten – The Funk Brothers hatten als Band mehr Nr.-1-Hits eingespielt als die Beatles, die Rolling Stones, Elvis Presley und die Beach Boys zusammen.
Die Dreharbeiten an diesem Film dauerten mehr als zehn Jahre. Nach einem ähnlichen Muster wie beim Film Buena Vista Social Club wurden durch diesen Dokumentarfilm die langjährigen Motown-Studiomusiker Earl Van Dyke, Joe Hunter, Johnny Griffith, Eddie Willis, Joe Messina, Robert White, William Benjamin, Uriel Jones, Richard Allen, James Jamerson, Bob Babbitt, Jack Ashford Bass und Eddie Brown erstmals einem breiteren Musikpublikum bekannt.

## Auszeichnungen
Der Film gewann insgesamt vier Preise, darunter einen Grammy in der Kategorie „Best Compilation Soundtrack Album for a Motion Picture, Television or Other Visual Media“.